# (9159) McDonnell
(9159) McDonnell es un asteroide perteneciente al cinturón de asteroides descubierto el 26 de octubre de 1984 por Edward Bowell desde la Estación Anderson Mesa (condado de Coconino, cerca de Flagstaff, Arizona, Estados Unidos).

## Designación y nombre
Designado provisionalmente como 1984 UD3. Fue nombrado por J. AM ("Tony") McDonnell (n. 1938) quien es reconocido por su investigación sobre el polvo cósmico. Junto con sus colegas, fue el primero en demostrar la captura intacta de partículas espaciales en aerogel. Ha pilotado instrumentos en diversas misiones y ha analizado cráteres de impacto en muestras lunares y superficies de satélites expuestas al espacio.

## Características orbitales
McDonnell está situado a una distancia media del Sol de 2,345 ua, pudiendo alejarse hasta 2,614 ua y acercarse hasta 2,075 ua. Su excentricidad es 0,115 y la inclinación orbital 6,396 grados. Emplea 1311,38 días en completar una órbita alrededor del Sol.
Pertenece a la familia de asteroides de (4) Vesta.

## Características físicas
La magnitud absoluta de McDonnell es 14,04. 